# Soto de Cerrato

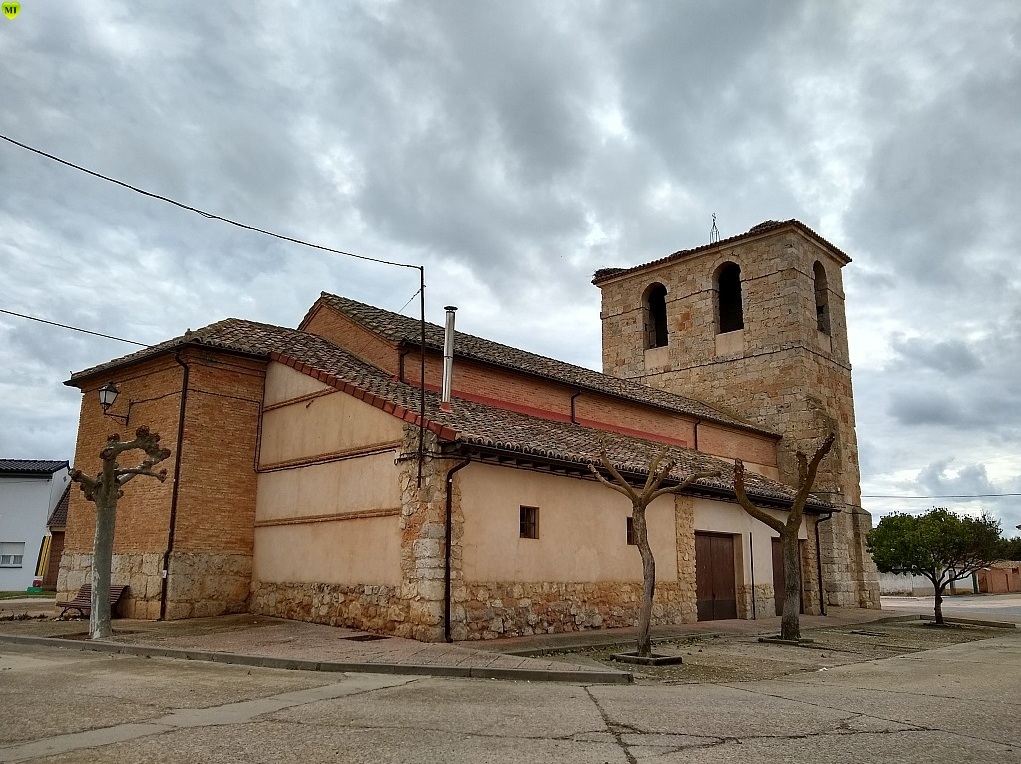
Iglesia de La Asunción de Nuestra Señora

Soto de Cerrato es una localidad y municipio en la provincia de Palencia, en la Comunidad Autónoma de Castilla y León, España.

## Historia

### sigloXIX
Así se describe a Soto de Cerrato en la página 515 del tomo XIV del Diccionario geográfico-estadístico-histórico de España y sus posesiones de Ultramar, obra impulsada por Pascual Madoz a mediados del siglo XIX:

SOTO DE CERRATO

Villa con ayuntamiento en la provincia y diócesis de Palencia (3 leguas), partido judicial de Baltanás (2 1/2), audiencia territorial y capitanía general de Valladolid (8).
Situada en terreno llano y vega a la margen izquierda del río Pisuerga; su clima es desigual, ventilado por los vientos de N y S y poco propenso a enfermedades a no ser calenturas intermitentes.
Consta de 60 casas, la municipal, escuela de primeras letras concurrida por 18 niños y dotada con 800 reales; varias fuentes fuera de la población; iglesia parroquial (la Asunción de Nuestra Señora) de entrada y de provisión del ordinario.
El término confina por N con Reinoso; E río Pisuerga; S Ontoria de Cerrato, y O Villaviudas.
Su terreno es de mediana calidad y disfruta de arenisco, arcilloso y gredoso; le baña el citado río con curso precipitado por este término y un puente; tiene un pequeño monte poblado de roble. 
Caminos: los que dirigen a los pueblos limítrofes en buen estado; la correspondencia se recibe de Palencia.
Producciones: trigo, cebada, avena, legumbres de todas clases, vino, patatas y hortalizas; se cría ganado lanar, mular y asnal; caza de liebres, perdices y codornices y pesca de barbos, bogas, truchas y algunas anguilas.
Población: 45 vecinos, 235 almas.

Capital productivo: 290.800 reales. Imponible: 9.424.

## Geografía humana

### Demografía
Cuenta con una población de 176 habitantes (INE 2024).
| Gráfica de evolución demográfica de Soto de Cerrato entre 1842 y 2021                                                 |
| |
| Población de derecho según los censos de población del INE. Población de hecho según los censos de población del INE. |

## Patrimonio
- Iglesia de La Asunción.